# Avia BH-21
El Avia BH-2 volado por primera vez en 1925, era un robusto biplano que desempeñó un papel importante en garantizar la seguridad nacional de Checoslovaquia durante el período de entreguerras. Además de ser un excelente caza, también  ganó varias carreras aéreas en 1925.

## Desarrollo
El Avia BH-17, un biplano convencional antecesor del BH-21, fue diseñado por Pavel Beneš y Miroslav Hajn en 1922 como respuesta a un requisito del Departamento de Defensa de Checoslovaquia para un nuevo avión de combate. El BH-17 fue uno de los tres biplanos entre los cinco diseños de Avia presentados al Departamento de Defensa, junto con los diseños de las empresas Letov Kbely y Aero. Después de unas extensas pruebas, se eligió el BH-17 y se inició una producción limitada con fines evaluativos. Las pruebas revelaron algunas deficiencias en el BH-17 y un rediseño posterior en 1924 transformó el BH-17 en su forma final como BH-21, que incluía arriostramiento de interplanos enderezados y permitió un mejor campo de visión para el piloto. También se creó una versión de entrenamiento especial designada BH-22. Ambas versiones utilizaron motores Hispano-Suiza V8; el BH-22, la versión menos potente de 180 hp, el BH-21, el Hispano-Suiza 8Fb de 224 kW (300 hp), también conocido como HS Type 42, relación de compresión de 5.3: 1, transmisión directa. construido bajo licencia por Škoda.
El BH-21 fue puesto en producción por Avia en 1925, entregándose 137 aviones para la Fuerza Aérea de Checoslovaquia. En junio de 1925 tuvo éxito en pruebas organizadas por la Fuerza Aérea Belga.que había adquirido un ejemplar, y se tomó la decisión de ordenar unos 44 BH-21. Avia debía construir cinco máquinas, mientras que para los 39 aviones restantes se firmó un contrato para la producción bajo licencia en Bélgica por la Société Anonyme Belge de Constructions Aéronautiques SABCA y cinco por la Société d'Etudes Général d'Aviation SEGA.
Mientras estuvo en servicio, el BH-21 no vio ningún combate ya que se retiró mucho antes del estallido de la Segunda Guerra Mundial. A pesar de esto, sirvió como un importante escalón para los tipos más avanzados BH-33 y B-34.
También hubo dos variantes experimentales: el BH-21J con motor Jupiter (predecesor del BH-33) y un avión de carreras, el BH-21R, con un motor HS-8Fb reforzado (298 kW / 400 hp). Este último ganó varias competiciones aéreas nacionales en 1925.

## Especificaciones técnicas
Referencia datos: Enciclopedia Ilustrada de la Aviación Vol.2 pag.358, Edit. Delta. Barcelona 1982 ISBN 84-85822-36-6

### Características generales
- Tripulación: 1
- Longitud: 6,87 m
- Envergadura: 8,90 m
- Altura: 2,74 m
- Superficie alar: 21,96 m²
- Peso vacío: 720 kg
- Peso máximo al despegue: 1.084 kg
- Planta motriz:  lineal en V Hispano-Suiza 8Fb.
  - Potencia: 224 kW (309 HP; 305 CV) cada uno.

### Rendimiento
- Velocidad nunca excedida (Vne): 245 km/h a 3.000 m
- Alcance: 550 km
- Techo de vuelo: 5.000 m
- Régimen de ascenso: 13 min a 5.000 m

### Armamento
- Ametralladoras: 2× Vickers 7,7 mm

## Variantes
Avia BH-21J
modelo BH-21 estándar provisto de un motor radial Bristol Jupiter; esta versión mostró buenas cualidades y constituyó el primer paso hacia el desarrollo el BH-33.
Avia BH-21R
diseño del caza BH-21 con alas recortadas para darle mayor velocidad; su primer vuelo tuvo lugar a principios de 1925; estaba propulsado por un motor Hispano-Suiza 8Fb potenciado que desarrollaba 400 hp, y una hélice especialmente diseñada por Reed-Levavasseur; la superficie alar quedó reducida en 8,20 m²; pilotado por el piloto de la compañía K. Fritsch; el Avia BH-21R ganó la carrera aérea nacional celebrada en septiembre de 1925, recorriendo los 200 km  a una velocidad media de 300,59 km/h.